# Siekierezada
Pour plus de détails, voir Fiche technique et Distribution.
Siekierezada est un film polonais réalisé par Witold Leszczyński, sorti en 1986.
C'est l'adaptation du roman Siekierezada albo zima leśnych ludzi de Edward Stachura.

## Fiche technique
- Titre français : Siekierezada
- Réalisation : Witold Leszczyński
- Scénario : Witold Leszczyński d'après le roman d'Edward Stachura
- Décors : Ewa Tarnowska
- Costumes : Malgorzata Brus
- Photographie : Jerzy Łukaszewicz
- Montage : Lucja Osko
- Musique : Jerzy Satanowski
- Pays d'origine : Pologne
- Format : Couleurs - 35 mm
- Genre : drame
- Durée : 82 minutes
- Date de sortie :
  - Pologne : 13 octobre 1986

## Distribution
- Edward Żentara : Janek Pradera
- Ludwik Pak : Peresada
- Ludwik Benoit : Wasyluk
- Wiktor Zborowski : le jeune Batiuk
- Jadwiga Kuryluk : grand-mère Olenka
- Franciszek Pieczka : Bogdanski, le forestier
- Jerzy Block : Bartoszko, le machiniste
- Daniel Olbrychski : Michal Katny
- Krzysztof Majchrzak : Kaziuk
- Jan Jurewicz : Selpka
- Iga Cembrzyńska.